# Hàng Xanh

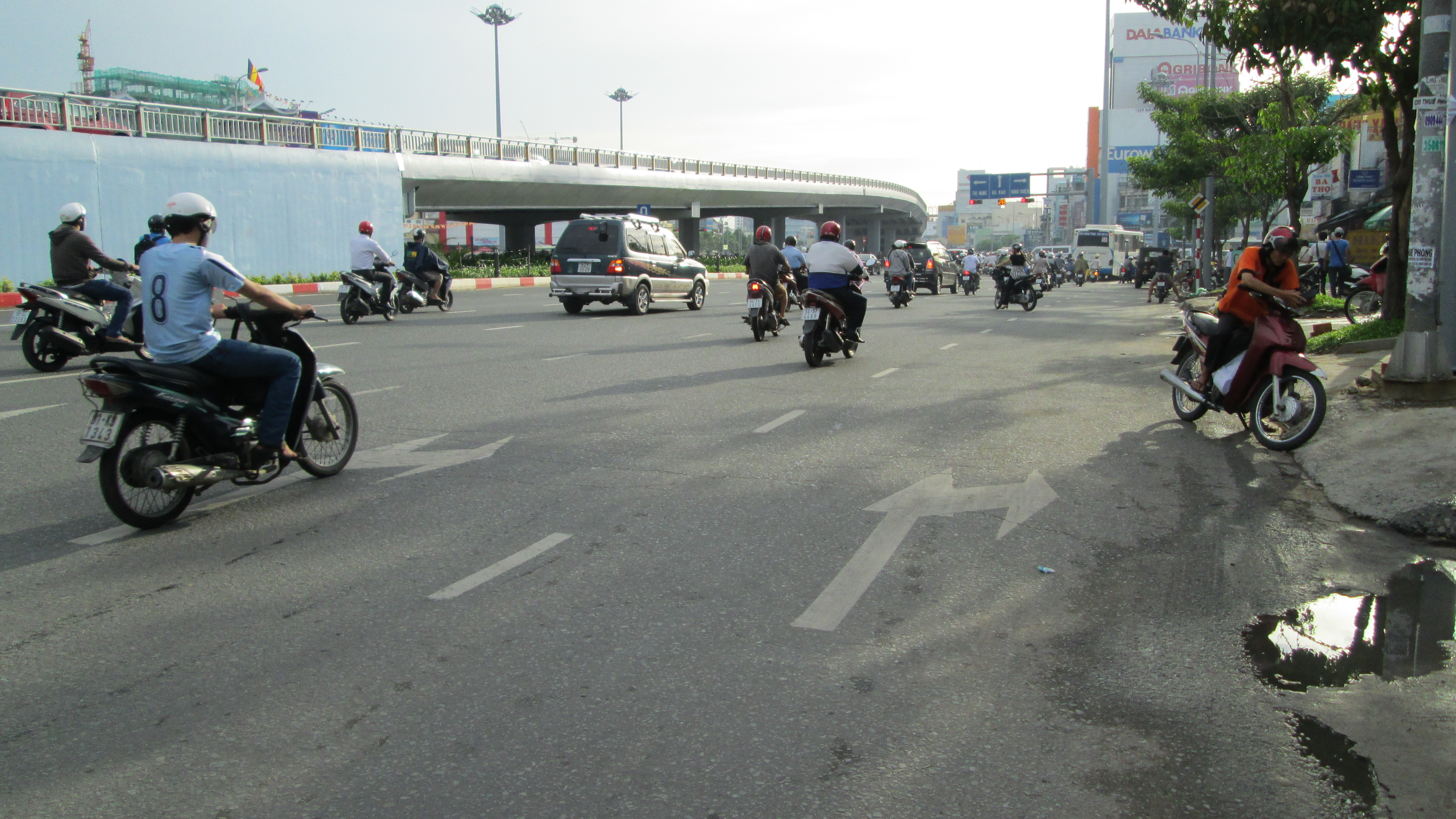
Giao thông tại cầu vượt thép Hàng Xanh

Hàng Xanh là tên một ngã tư lớn ở quận Bình Thạnh, Thành phố Hồ Chí Minh, nơi giao giữa đường Điện Biên Phủ (nối với Xa lộ Hà Nội) và đường Xô Viết Nghệ Tĩnh (nối với Quốc lộ 13). Đây là một trong những nút giao thông quan trọng để các tỉnh miền đông nam bộ và miền trung Việt Nam đi vào trung tâm thành phố Hồ Chí Minh. Bốn hướng của ngã tư Hàng Xanh là: Thị Nghè, Đa Kao, cầu Bình Triệu và cầu Sài Gòn. 
Hàng Xanh đôi khi cũng được hiểu là ngã ba đường Xô Viết Nghệ Tĩnh giao với đường Bạch Đằng gần đó, hoặc cả một vùng rộng lớn nằm chung quanh giao lộ chính.

## Tên gọi
Về tên gọi, có ý kiến cho rằng phải viết Hàng Sanh bởi vì trước đây, vùng này trồng rất nhiều cây sanh (một cây thuộc họ Dâu tằm), tiếng địa phương phát âm chệch thành Hàng Xanh.